# Salamaua
Salamaua (em alemão: Samoahafen) era uma pequena cidade situada na costa nordeste de Papua-Nova Guiné, em Salamaua Rural LLG, província de Morobe. O assentamento foi construído em um istmo menor entre a costa com montanhas no lado interior e um promontório. A cidade mais próxima é Lae, que só pode ser alcançada de barco pelo golfo.

## História
Na década de 1920, prospectivos garimpeiros usaram Salamaua como ponto de partida para explorar ouro nas áreas do interior. O ouro foi descoberto em Wau e os mineiros vieram de todas as partes e foram para os campos de ouro através da áspera Black Cat Track.
A cidade foi capturada pelos japoneses em 8 de março de 1942 durante a Segunda Guerra Mundial e depois retomada pelas forças australianas e dos Estados Unidos lideradas pelo general Douglas MacArthur em 11 de setembro de 1943 durante a campanha de Salamaua-Lae. Durante a reocupação, a cidade foi destruída.
Hoje as aldeias de Kela e Lagui ocupam o local, bem como casas de férias que são propriedade principalmente de expatriados baseados em Lae.